# Ninja (streamer)
Richard Tyler Blevins (Taylor, 5 de junho de 1991), mais conhecido por seu apelido online Ninja, é um Streamer, YouTuber, jogador profissional de e-sports e personalidade da internet norte-americano. A partir de fevereiro de 2019, ele se tornou o streamer mais seguido na Twitch, sua antiga plataforma, com mais de 100 milhões de seguidores e uma média de mais de 60.000 espectadores por semana. Ninja também foi considerado o melhor jogador de Fortnite do mundo entre 2017/2018, mas muitos o consideram um dos melhores até hoje. Além disso em janeiro de 2020, Ninja ganhou sua própria skin dentro do jogo Fortnite, na qual gerou milhares de vendas.[carece de fontes?]

## Início da vida
Ninja nasceu de pais americanos de ascendência galesa. Nasceu em Detroit, ele se mudou com sua família para os subúrbios de Chicago quando ele tinha um ano de idade. A juventude de Ninja nos subúrbios de Chicago incluiu videogames e esportes. Ele frequentou a Grayslake Central High School, onde jogou futebol, Ninja também era um ávido jogador de videogame. Após a formatura, ele decidiu jogar videogames profissionalmente, participando de torneios, juntando-se a organizações profissionais e transmitir ao vivo seus jogos.

## Carreira
Ninja começou a jogar Halo 3 profissionalmente em 2009. Ele jogou por várias equipes, incluindo Cloud9, Renegades, Team Liquid, e atualmente está na Luminosity Gaming. Ninja tornou-se um streamer em 2011. Ele começou jogando H1Z1, mais tarde migrando para PlayerUnknown's Battlegrounds. Ele se juntou à Luminosity Gaming em 2017 primeiro como jogador de Halo, depois de H1Z1, mais tarde indo para PUBG, onde ele venceu o PUBG Gamescom Invitational Squads 2017. Ele começou a transmitir regularmente Fortnite  e sua audiência começou a crescer, o que coincidiu com o crescimento da popularidade do jogo! ele também foi considerado o melhor jogador de Fortnite do mundo nessa época sendo inspiração para muitos. Em setembro de 2017, ele tinha 500 mil seguidores; em seis meses, esse número cresceu em 250%.Em março de 2018, Ninja estabeleceu um recorde na Twitch enquanto jogava Fortnite depois de organizar um jogo com Drake, Travis Scott, e JuJu Smith-Schuster. Em abril de 2018, ele quebrou seu próprio recorde de audiência durante seu evento Ninja Vegas 2018, onde ele acumulou uma audiência de cerca de 667.000 espectadores ao vivo.
Ninja tem mais de 24 milhões de assinantes no YouTube em atualmente (setembro de 2020). Ele ganha mais de U$500,000 por mês transmitindo Fortnite,  e credita o modelo de negócios free-to-play do jogo como um fator de crescimento.
Em 17 de junho de 2018, Ninja anunciou que havia feito parceria com a Red Bull Esports. Ele também mencionou no anúncio que os fãs poderiam desafiá-lo em um evento especial da Fortnite chamado "Red Bull Rise Till Dawn" em Chicago em 21 de julho de 2018.
Em setembro de 2018, Ninja se tornou o primeiro jogador eSports profissional a ser destaque na capa da ESPN The Magazine, marcando um avanço na fama do esporte eletrônico.
Ninja anunciou um acordo com a gravadora Astralwerksem outubro de 2018 para compilar um álbum intitulado Ninjawerks: Vol. 1 com canções originais de música eletrônica, incluindo Alesso, Nero, Tycho e 3LAU. O álbum foi lançado no dia 14 de Dezembro de 2018.
Ninja apareceu brevemente durante o anúncio "The 100-Year Game" da NFL ao lado de vários jogadores profissionais de futebol que foi ao ar durante o Super Bowl LIII.
Com o lançamento de Apex Legends e seus números estrondosos, Ninja perdeu seu trono de primeiro lugar na plataforma Twitch, caindo para a quinta posição, com Shroud assumindo o primeiro lugar. Ninja migrou e alternou de Fortnite para Apex Legends, seus inscritos no canal se mantiveram, mas seu crescimento foi inferior. Após algumas semanas, voltou a jogar Fortnite regularmente graças ao decaimento da popularidade de Apex Legends.
Em 1º de agosto de 2019, Blevins anunciou que mudaria de plataforma de streaming, da Twitch para o seu concorrente Mixer, da Microsoft.

## Trabalho de caridade
Em uma transmissão de caridade para arrecadação de fundos realizada em fevereiro de 2018, Ninja arrecadou mais de US$110,000 para ser doado à Fundação Americana para Prevenção ao Suicídio. Durante o primeiro evento eSports de Fortnite Battle Royale em abril de 2018, Ninja doou quase US$50,000 em prêmios em dinheiro, com US$2.500 indo para a Associação de Alzheimer. Mais tarde, em abril, ele participou do evento #Clips4Kids com outros parceiros, DrLupo e TimTheTatman, e no total, ele ajudou a arrecadar mais de US$340.000. Na E3 2018, Ninja e Marshmello ganharam o evento Fortnite Pro-Am e doaram US$1 milhão para uma instituição de caridade de sua escolha.

## Vida pessoal
A família de Ninja foi destaque em vários episódios do game show Family Feud em 2015. De acordo com o The Brillion News, Ninja foi a razão pela qual ele e sua equipe foram capazes de participar do programa.

## Controvérsias
Ninja afirmou que ele não transmite online com streamers mulheres por causa de sua esposa e evitar os rumores que tal transmissão poderia criar. Ele recebeu reações mistas; alguns disseram que ele deveria dar o exemplo e não tornar mais difícil para as streamers femininas ganharem destaque, enquanto outros apoiavam sua postura, alegando que ele deveria fazer o que ele quisesse para proteger seu casamento. Em resposta a suas críticas, Ninja reafirmou seu apoio a igualdade de gênero e reafirmou seu compromisso com o casamento e mencionou alguns nomes de streamers femininas proeminentes. Ele também deixou claro que as mulheres são bem-vindas para jogar com ele em um grupo ou em eventos, dizendo que tais situações permitem que ele "controle mais a narrativa, sem dramas e rumores estúpidos que inundam nossas vidas".
Em dezembro de 2016, Ninja divulgou o endereço de um doador como retribuição por ter um nome de usuário racista. Este ato, que é referido como 'doxxing', é contra as regras da Twitch, que afirma que eles resultam em uma "suspensão indefinida". Ninja foi reportado para este ato, mas só recebeu uma suspensão de 48 horas, que alguns acreditavam ser resultado do grande público de Ninja na plataforma. Ninja depois postou no twitter que ele "merecia" a punição.
Em março de 2018, em uma transmissão com Nadeshot, improvisou a palavra 'nigga' enquanto fazia rap com a música 44 More de Logic. Isso provocou polêmica dentro de sua comunidade e do público em geral. Mais tarde, ele pediu desculpas por qualquer ofensa causada e afirmou que ele não tinha a intenção de dizer a palavra, em vez disso, atribuindo seu uso da palavra a ser "língua presa".
Em novembro de 2018, Ninja recebeu críticas por denunciar falsamente o IcyFive, um jogador do Fortnite, por stream sniping. Stream sniping refere-se ao uso de assistir à transmissão de um jogador para rastrear ou prever seus movimentos, a fim de obter vantagem competitiva. Depois que Ninja foi eliminado pelo jogador, o companheiro de equipe de Ninja, DrLupo, disse a ele para procurar por um "emote", que o IcyFive fez. Ninja tomou isso como prova de que o IcyFive era sniping, e rapidamente relatou o jogador. Depois de relatar o jogador, Ninja afirmou que ele iria "sair do seu caminho" para garantir que IcyFive fosse banido, e disse ao IcyFive que não iria denunciá-lo se ele saísse imediatamente, apesar de já ter o denunciado. Como o IcyFive não estava visualizando sua transmissão, ele não o fez. Ninja assumiu que o IcyFive o estava ignorando e pegou seu telefone no que parecia ser uma tentativa de entrar em contato direto com a Epic Games. IcyFive alegou que ele não estava 'snipando' a transmissão de Ninja e enviou um vídeo como prova, DrLupo mais tarde afirmou que não acreditava que o IcyFive estivesse realmente 'snipando' Ninja, mencionando que usar um emote era uma reação regular a um aumento na contagem de espectadores após uma eliminação, e também afirmou que ele não tolerou as ações de Ninja, e as comparou a um discurso retórico. Mais tarde, Ninja pediu desculpas ao IcyFive no Twitter, mas também acusou o jogador de "se fazer de vítima" e "se aproveitar" do incidente, e o chamou de "ingênuo" por assumir que os jogadores seriam banidos exclusivamente por sua palavra. Em outubro de 2018, Ninja reportou um jogador por "ter um ping mais alto" do que o dele. Isto levou a um jogador alegando que em 16 de novembro de 2018 eles haviam sido banidos como resultado do relatório, que a Epic Games negou. Ambos os incidentes causaram reação contra Ninja nas mídias sociais.
| Ano  | Cerimônia            | Categoria                    | Resultado | Ref.   |
| ---- | -------------------- | ---------------------------- | --------- | ------ |
| 2018 | 8º Streamy Awards    | Breakout Creator             | Indicado  | [ 40 ] |
| 2018 | 8º Streamy Awards    | Criado do Ano                | Indicado  | [ 40 ] |
| 2018 | 8º Streamy Awards    | Gaming                       | Venceu    | [ 40 ] |
| 2018 | 8º Streamy Awards    | Live Streamer                | Venceu    | [ 40 ] |
| 2018 | Esports Awards       | Personalidade Esports do Ano | Venceu    | [ 41 ] |
| 2018 | The Game Awards 2018 | Criador de Conteúdo do Ano   | Venceu    | [ 42 ] |
| 2019 | 11º Shorty Awards    | Streamer da Twitch do Ano    | Venceu    | [ 43 ] |
| 2019 | 9º Streamy Awards    | Criador do Ano               | Indicado  | [ 44 ] |
| 2019 | 9º Streamy Awards    | Live Streamer                | Venceu    | [ 44 ] |